# Aquí no hay playa
«Aquí no hay playa» es una canción de la banda española de pop/rock The Refrescos, que forma parte de su primer álbum de estudio, The Refrescos (1989).

## Historia
A ritmo de ska, el tema comenzó a ser interpretado por la banda en 1986. Su autor, Bernardo J. Vázquez, confesaría que se le ocurrió la idea de escribir esta canción agobiado por los rigores estivales de la capital española.
Se trata de una canción que, glosando todas las bondades de la ciudad de Madrid (ocio, museos, parques), carece sin embargo de playa. Se incluyen numerosas alusiones a la actualidad del momento: desde la movida madrileña hasta referencias a políticos locales como Joaquín Leguina, Enrique Tierno Galván y Juan Barranco, así como a la presidencia rotatoria del Consejo de la Unión Europea correspondiente a España en aquel entonces y al doblete de Liga y Copa del Rey conseguidos por el Real Madrid Club de Fútbol en aquel año.
El tema se incluyó en su primera maqueta, Rompeolas, junto a otros temas como O home de Petín o Me espías, que empezó a sonar con éxito en el programa de radio Diario Pop de Radio 3 de RNE.
A partir de ese momento se comenzó a hablar de esta pegadiza canción y de lo prometedor del grupo, que además tenía la virtud de contar con un impactante espectáculo en directo gracias a las excentricidades de Bernardo (conocido entonces como Bernárdez). Después de que 4 compañías discográficas se disputasen su contratación, al final firmaron por PolyGram y en 1989 salió a la venta el primer álbum de estudio, The Refrescos. El sencillo Aquí no hay playa sonó con gran éxito durante ese año, llegó a ser una de las canciones del verano.
El grupo ha sido plenamente identificado con la canción. Calificada como himno generacional, Fue tal el éxito de la canción, que la frase que le da título pasó al lenguaje cotidiano de los españoles y se sigue utilizando actualmente.
El tema alcanzó el número uno de la lista de Los 40 Principales por primera vez la semana del 5 de agosto de 1989. Además ha sido calificado por la revista Rolling Stone en el número 183 de las 200 mejores canciones del pop rock español, según el ranking publicado en 2010. Elegida mejor canción del verano de la historia según la encuesta popular realizada por la web Yo fui a EGB en 2013.

## Miembros
- Bernardo Vázquez “Bernárdez”: voz/armónica
- Juan Ramón Pardo “Pardini”: guitarra
- “Bulbul”: batería
- Alberto Oyarbide “Albertín Sobórnez”: bajo

## Versiones
En 1991 el grupo musical de Turín Statuto publicó una versión en italiano titulada Qui non c´e il mare.
En 1999 The Refrescos realizan una versión en gallego para su split Xacobeo.
En agosto de 2013 graban una nueva versión del tema y publican con el sello Potencial Hardcore una edición especial conmemorativa del 25 aniversario del gran éxito de la banda en formato maxisencillo vinilo 45 r. p. m. con Madrid is Fun en la “cara b”. Lo acompañan de un nuevo videoclip, del realizador Juan Carlos Arévalo. En 2015 también incluyen esta versión en la edición mexicana del álbum Sal y Sol
En 2016 la banda de Colonia Kempes Feinest graban su álbum Doch Isso en el que incluyen una versión en alemán que titulan Springe.